# شیمسک

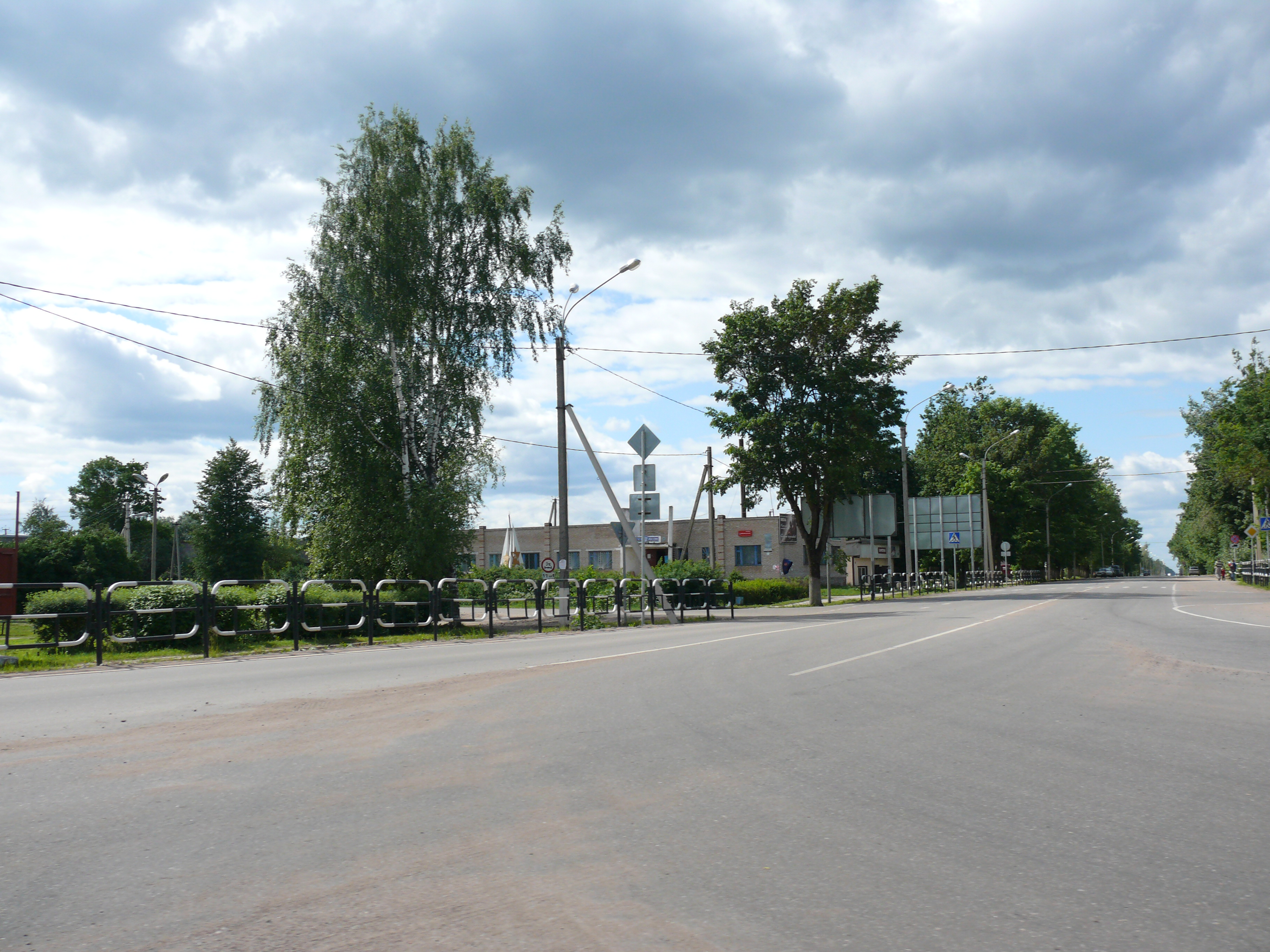

شیمسک (روسی: Шимск) یک محل شهری (یک شهرک کاری) و مرکز اداری ناحیه شیمسکی در استان نووگورود، روسیه است. از نظر شهری، این شهر به عنوان شهرک شهری شیمسکویه، تنها سکونتگاه شهری در این منطقه ثبت شده‌است. شیمسک در بزرگراهی واقع شده‌است که ولیکی نووگورود و پسکوف را به هم وصل می‌کند. شیمسک در کنار رودخانه شلون قرار دارد، تقریباً ۱۰ کیلومتر (۶٫۲ مایل) بالادست از نقطه ای که به دریاچه ایلمن می‌ریزد.